# Francisco de Bobadilla
Francisco de Bobadilla (Medina del Campo, ca. 1445 – océano Atlántico, 1502) fue un oficial de la Corona de Castilla, gobernador del virreinato de las Indias y comendador de la orden de Calatrava. Se le recuerda principalmente por el arresto a Cristóbal Colón al tiempo que ejercía como juez pesquisidor de La Española. Ejerció el cargo de gobernador general de las Indias desde 1500 hasta 1502, cuando falleció en el naufragio del barco en el que viajaba.

## Biografía

### Origen e identificación
Habitualmente confundido con diversos parientes homónimos contemporáneos, especialmente con Francisco de Bobadilla y Maldonado, I señor de Pinos y Beas, maestresala de los Reyes Católicos y corregidor de Jaén, Córdoba, Andújar y Baza (padre de Isabel de Bobadilla y Peñalosa y hermano de la famosa marquesa de Moya Beatriz de Bobadilla). El presente, asimismo miembro del linaje de los Bobadilla, fue hijo de Juan de Bobadilla, corregidor de Madrid y alcaide de sus reales alcázares, regidor de Medina del Campo, cazador mayor de los Reyes Católicos y doncel de Enrique IV de Castilla, y de Leonor Álvarez de Vadillo (sobrina y favorecida de Leonor Álvarez de Toro, camarera de la reina Leonor de Aragón).Fue hermano de otra Beatriz de Bobadilla, señora de La Gomera y El Hierro en las islas Canarias por su matrimonio con Hernán Peraza, considerada por algunos historiadores como amante de Cristóbal Colón.

### Primeros años
Francisco de Bobadilla debió nacer hacia 1445, ya que al ser nombrado comendador de Auñón en la orden de Calatrava en 1480 debía tener ya 35 años.
Fue además comendador de la orden en Auñón, Berninches, Castellanos y El Collado. En Auñón se levantó una revuelta contra su política, ya que sus habitantes quisieron matarlo.

### Juez pesquisidor
El 21 de mayo de 1499, los Reyes Católicos lo nombraron juez pesquisidor para investigar los sucesos acontecidos en la isla de La Española, debido a las quejas continuas sobre la política que estaban ejerciendo Cristóbal Colón y sus hermanos en la isla (actuaciones venales, esclavitud a los indígenas, ocultación de quintos reales de perlas y de oro, la rebelión de Francisco Roldán y por las acusaciones de traición y ataques de sus muchos enemigos).

### Investigación de acusaciones contra Cristóbal Colón y sus hermanos
Así, Bobadilla zarpó hacia la isla a principios de junio, arribando a ella el 23 de agosto de 1500, llevando consigo a 500 hombres y 14 amerindios que habían servido de esclavos a Colón, y ahora se les devolvía a sus tierras. Ya en Santo Domingo se reunió con Diego Colón, quien ahora gobernaba la isla por la ausencia de su hermano Cristóbal (quien estaba en La Vega). Poco después del inicio de la reunión, Bobadilla obligó a Diego a abandonar la fortaleza en la que residía, pero este no reconoció su autoridad, ya que consideró que la de su hermano Cristóbal tenía más peso.
Fernández de Bobadilla habría de hacer una investigación, basándose en denuncias que se habían hecho llegar a los monarcas, de esa forma recopiló gran cantidad de quejas contra Diego y Cristóbal, descubriendo que habían hecho una pésima administración, y con serios abusos de autoridad, por lo que ordenó su apresamiento y traslado a España. Además, se incautaron todos los bienes de los hermanos Colón.

### Apresamiento de Cristóbal Colón y de su hermano
Por lo mismo, por requerimiento de Fernández de Bobadilla, Cristóbal Colón compareció ante él en Santo Domingo en septiembre de 1500, siendo encarcelado como prisionero en la fortaleza junto a su hermano Bartolomé Colón, que había regresado a Santo Domingo, tras luchar contra los amerindios de Jaraguá. A principios de octubre, fueron enviados a España bajo la custodia del capitán Alonso de Vallejo y entregados al obispo de Burgos, Juan Rodríguez de Fonseca, que era el encargado de dirigir los negocios de la América Española y que era un enemigo declarado de Colón. A pesar de todo, los Reyes Católicos trataron cordialmente a Colón y ordenaron liberarlo, rechazando que las acusaciones fueran argumento para encarcelarlo, aunque tampoco fueron desmentidas.

### Historia del Almirante, de Hernando Colón
Hernando Colón en aquel momento era paje de la reina Isabel I, y escribiría, en su Historia del almirante, cómo los Reyes Católicos, al ver a turbas alteradas en la corte alegando la falta de pagos y por cartas enviadas hacia España de gente que se encontraba descontenta en La Española, decidieron mandar a un juez para que investigara lo que ocurría. Para Hernando, la visita de este juez hubiera sido de gran agrado para Colón, ya que el propio Almirante parecía hallarse disconforme con un grupo de personas rebeldes.
Sin embargo, lo que ocurrió fue que, con la llegada a Santo Domingo de Bobadilla, este, al no encontrar a Colón, tomó posesión de su Palacio y de sus bienes y recibió y "recogió y favoreció a los rebeldes" y a todos los que aborrecían a Colón. Se nombró a sí mismo Gobernador y, para ganarse el afecto de la gente, dictó un bando eximiéndolos de tributo por 20 años. Mandó a fray Juan Trasierra a buscar a Colón con una nota de los Reyes Católicos, firmada el 26 de mayo de 1499, que explicaba que habían mandado a un juez a investigar por las noticias que llegaban hasta España y que compareciera ante él.
Esta versión, como muchas otras que ofrece el relato del hijo de Colón, es falsa. En 2005 la investigadora Isabel Aguirre Landa, descubrió en el Archivo General de Simancas, un texto íntegro del proceso. 35 folios, escritos por ambas caras, incluyendo las preguntas que le hicieron a los 23 testigos llamados a declarar y sus respuestas. Ahora sabemos con detalle la verdad de los hechos. 

### Gobernador de La Española
Bobadilla ocupó el cargo de gobernador de La Española el 23 de agosto de 1500, poco tiempo después de su llegada. Durante su gobierno, incentivó la explotación privada y estableció una política según la cual los indígenas trabajarían fundamentalmente en la extracción de oro de los yacimientos existentes en Haina y en el Cibao. Según el relato de Hernando Colón, Bobadilla gastó rentas y tributos reales para conseguir el favor de la gente, alegando que los Reyes Católicos solamente querían tener esa tierra a su nombre, y que lo demás no les importaba.
Con este argumento, también se dedicó a vender en subastas las tierras que el Almirante había conseguido para los Reyes Católicos, alegando que los monarcas no eran labradores ni mercaderes y que esas tierras debían servir para el bien de los vasallos. Asimismo dio indios a las personas ricas y poderosas con el pacto de dividir con él las ganancias que les proporcionaran esos indios. Para ganarse el afecto del pueblo, vendía las cosas a dos terceras partes de lo que realmente valían. Para Hernando Colón, Bobadilla alentó todo tipo de críticas, injurias y humillaciones contra Colón.
Francisco de Bobadilla ocupó el cargo de gobernador hasta abril de 1502, siendo reemplazado por fray Nicolás de Ovando, quien llegó en junio a la isla.

## Fallecimiento
Bobadilla embarcó de regreso a España en la flota que había traído a Ovando. Sin embargo, falleció en el naufragio de su barco, quizás debido a la llegada del huracán que Cristóbal Colón se vanaglorió de haber predicho.